# 静岡県道319号村櫛三方原線
静岡県道319号村櫛三方原線（しずおかけんどう319ごう むらくしみかたはらせん）は、静岡県浜松市を通る一般県道である。

## 概要

### 路線データ
- 陸上距離 : 24.0km
- 起点 : 浜松市中央区村櫛町（浜松市道村櫛2号線、浜松市道庄内村櫛線、浜松市道村櫛165号線交点）
- 終点 : 浜松市中央区三方原町（国道257号交点）

## 歴史
- 1960年4月1日 認定

## 重複区間
- 静岡県道323号舘山寺弁天島線（浜松市中央区村櫛町・金山交差点 - 浜松市中央区村櫛町） (0.7km)
- 静岡県道48号舘山寺鹿谷線（浜松市中央区和地町・和地西交差点 - 浜松市中央区和地町・すじかい橋交差点） (0.8km)
- 静岡県道261号磐田細江線（浜松市中央区三方原町・権七交差点 - 浜松市中央区三方原町・三方原西交差点） (0.6km)

## 通過する自治体
- 静岡県
  - 浜松市（中央区）

## 主な接続路線
- 静岡県道323号舘山寺弁天島線
- 静岡県道48号舘山寺鹿谷線
- 静岡県道49号細江舞阪線
- 静岡県道305号金指停車場和地線
- 静岡県道261号磐田細江線
- 静岡県道65号浜松環状線
- 国道257号